# Baix Llobregat
Il Baix Llobregat (che in catalano significa "Basso Llobregat", con riferimento all'omonimo fiume; in spagnolo Bajo Llobregat) è una delle 41 comarche della Catalogna, con una popolazione di 757.814 abitanti. Il suo capoluogo è Sant Feliu de Llobregat.
Amministrativamente fa parte della provincia di Barcellona, che comprende 11 comarche.

## Lista dei comuni del Baix Llobregat
| città                     | superficie | popolazione | densità        |
| ------------------------- | ---------- | ----------- | -------------- |
| Abrera                    | 19,89 km²  | 9.422 ab.   | 473,70 ab./km² |
| Begues                    | 50,00 km²  | 5.284 ab.   | 106 ab./km²    |
| Castelldefels             | 12,90 km²  | 56.815 ab.  | 4.404 ab./km²  |
| Castellví de Rosanes      | 17,09 km²  | 1.297 ab.   | 75,89 ab./km²  |
| Cervelló                  | 24,25 km²  | 6,980 ab.   | 288 ab./km²    |
| Collbató                  | 17,99 km²  | 3,024 ab.   | 168 ab./km²    |
| Corbera de Llobregat      | 18,46 km²  | 11.278 ab.  | 611 ab./km²    |
| Cornellà de Llobregat     | 6,90 km²   | 84.131 ab.  | 12.192 ab./km² |
| El Prat de Llobregat      | 31,17 km²  | 63.190 ab.  | 2.027 ab./km²  |
| Esparreguera              | 27,47 km²  | 20.163 ab.  | 734 ab./km²    |
| Esplugues de Llobregat    | 4,60 km²   | 46.296 ab.  | 10.064 ab./km² |
| Gavà                      | 30,90 km²  | 43.242 ab.  | 1.399 ab./km²  |
| Martorell                 | 12,90 km²  | 25,010 ab.  | 1.939 ab./km²  |
| Molins de Rei             | 16,00 km²  | 22.496 ab.  | 1.406 ab./km²  |
| Olesa de Montserrat       | 16,75 km²  | 20.294 ab.  | 1.212 ab./km²  |
| Pallejà                   | 8,41 km²   | 9.746 ab.   | 1.159 ab./km²  |
| La Palma de Cervelló      | 5,37 km²   | 2.881 ab.   | 536 ab./km²    |
| El Papiol                 | 8,83 km²   | 3.628 ab.   | 411 ab./km²    |
| Santa Coloma de Cervelló  | 7,52 km²   | 7.081 ab.   | 942 ab./km²    |
| Sant Andreu de la Barca   | 5,52 km²   | 23.675 ab.  | 4.289 ab./km²  |
| Sant Boi de Llobregat     | 21,94 km²  | 81 293 ab.  | 3.700 ab./km²  |
| Sant Climent de Llobregat | 10,73 km²  | 3.366 hab.  | 314 hab./km²   |
| Sant Esteve Sesrovires    | 18,64 km²  | 5.978 ab.   | 321 ab./km²    |
| Sant Feliu de Llobregat   | 11,79 km²  | 41.954 ab.  | 3.558 ab./km²  |
| Sant Joan Despí           | 6,39 km²   | 31.438 ab.  | 4.920 ab./km²  |
| Sant Just Desvern         | 7,85 km²   | 14.910 ab.  | 1.899 ab./km²  |
| Sant Vicenç dels Horts    | 9,14 km²   | 26.477 ab.  | 2.897 ab./km²  |
| Torrelles de Llobregat    | 13,55 km²  | 4.324 ab.   | 319 ab./km²    |
| Vallirana                 | 23,93 km²  | 11.678 ab.  | 488 ab./km²    |
| Viladecans                | 20,11 km²  | 60.033 ab.  | 2.910 ab./km²  |